# HRT – Radio Knin
Hrvatski radio Knin ili Radio Knin je radijska postaja u sastavu HRT-a, koja svoj program emitira na području grada Knina, Šibenika i Promine. Počela je s emitiranjem 6. kolovoza 1995. U početku je postaja emitirala četiri sata programa koji su realizirale ekipe Radio Zadra i Radio Splita. Početkom 1998. postaja je emitirala osam sati programa, a od 1999. emitira dvanaest sati programa.